# Dicrastylis cundeeleensis
Dicrastylis cundeeleensis là một loài thực vật có hoa trong họ Hoa môi. Loài này được Rye mô tả khoa học đầu tiên năm 2007.